# Ottone III del Tirolo
Ottone III del Tirolo, noto anche come Ottone III di Carinzia (1265 circa – 25 maggio 1310), fu conte di Gorizia e Gradisca (Conte di Görz) e del Tirolo e duca di Carinzia e di Carniola.

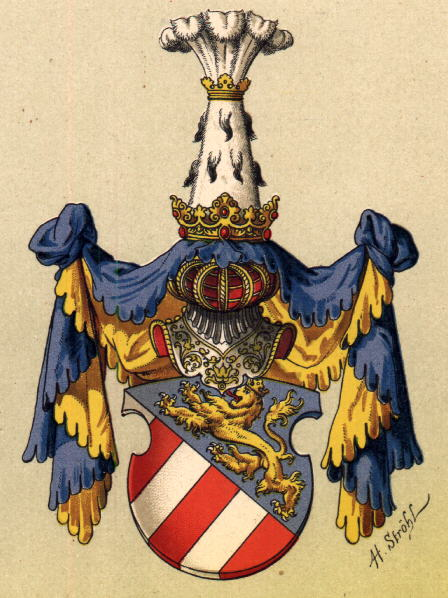
Stemma della contea di Gorizia

Apparteneva alla famiglia dei Mainardini (Meinhardiner), essendo figlio del duca Mainardo II di Tirolo-Gorizia e di Elisabetta di Wittelsbach.

## Biografia
Quando nel 1295 il padre Mainardo II morì, Ottone gli subentrò insieme ai fratelli Alberto, Ludovico ed Enrico. Egli ereditò una signoria molto ben organizzata: il padre, con lo stimolo dei funzionari ministeriali e l'ausilio dei testi della Cavalleria tirolese, pose le basi di un'ottima amministrazione. Egli si accordò inizialmente con il vescovo di Bressanone sui confini fra il vescovado e il territorio del Tirolo, che quindi vennero stabiliti allo sfocio dell'Avisio nell'Adige, a nord di Trento. I fratelli di Ottone divennero amministratori della diocesi di Trento. Ottone acquisì, grazie all'imperatore Alberto I alcuni diritti doganali nel Tirolo, tuttavia la sua corte spendacciona costituì per lui un peso. Sotto il suo regno venne fortificata la zona di Gries (1305) contro la dominante Bolzano.
Poiché Ottone morì senza figli maschi, nel 1310 fu succeduto dal fratello minore Enrico; i fratelli Alberto e Ludovico erano già deceduti rispettivamente nel 1292 e nel 1305.

## Discendenza
Nel 1297 Otto sposò la duchessa Eufemia (1281–1347), figlia del duca Enrico V di Slesia, dalla quale ebbe quattro figlie:
- Anna, (n. 1300), che sposò il conte palatino Rodolfo II di Baviera;
- Elisabetta, che andò sposa al re di Sicilia Pietro II;
- Ursula
- Eufemia.

## Ascendenza
|                                |                             |                                  | Genitori                   |  |  | Nonni |  |  | Bisnonni                          |  |  | Trisnonni                 |  |
|                                |                             |                                  |                            |  |  |       |  |  | Enghelberto III, conte di Gorizia |  |  | Enghelberto II di Gorizia |  |
|                                |                             |                                  |                            |  |  |       |  |  | Enghelberto III, conte di Gorizia |  |  | Enghelberto II di Gorizia |  |
|                                |                             | Adelaide van Valley-Wittelsbach  |                            |  |  |       |  |  | Enghelberto III, conte di Gorizia |  |  |                           |  |
| Mainardo III, conte di Gorizia |                             |                                  |                            |  |  |       |  |  | Enghelberto III, conte di Gorizia |  |  |                           |  |
|                                |                             | Matilde di Andechs               | Mainardo di Schwartzenburg |  |  |       |  |  |                                   |  |  |                           |  |
|                                |                             | Matilde di Andechs               | Mainardo di Schwartzenburg |  |  |       |  |  |                                   |  |  |                           |  |
|                                |                             | Matilde di Andechs               | …                          |  |  |       |  |  |                                   |  |  |                           |  |
| Mainardo II di Tirolo-Gorizia  |                             | Matilde di Andechs               |                            |  |  |       |  |  |                                   |  |  |                           |  |
|                                |                             | Alberto III, conte del Tirolo    | Enrico I di Tirolo         |  |  |       |  |  |                                   |  |  |                           |  |
|                                |                             | Alberto III, conte del Tirolo    | Enrico I di Tirolo         |  |  |       |  |  |                                   |  |  |                           |  |
|                                |                             | Alberto III, conte del Tirolo    | Agnese di Wangen           |  |  |       |  |  |                                   |  |  |                           |  |
| Adelaide, contessa del Tirolo  |                             | Alberto III, conte del Tirolo    |                            |  |  |       |  |  |                                   |  |  |                           |  |
|                                |                             | Uta di Frontenhausen-Lechsgemünd | …                          |  |  |       |  |  |                                   |  |  |                           |  |
|                                |                             | Uta di Frontenhausen-Lechsgemünd | …                          |  |  |       |  |  |                                   |  |  |                           |  |
|                                |                             | Uta di Frontenhausen-Lechsgemünd | …                          |  |  |       |  |  |                                   |  |  |                           |  |
| Elisabetta di Carinzia         |                             | Uta di Frontenhausen-Lechsgemünd |                            |  |  |       |  |  |                                   |  |  |                           |  |
|                                | Ludovico I, duca di Baviera | Ottone I di Baviera              |                            |  |  |       |  |  |                                   |  |  |                           |  |
|                                | Ludovico I, duca di Baviera | Ottone I di Baviera              |                            |  |  |       |  |  |                                   |  |  |                           |  |
|                                | Ludovico I, duca di Baviera | Agnese di Loon                   |                            |  |  |       |  |  |                                   |  |  |                           |  |
| Ottone II, duca di Baviera     | Ludovico I, duca di Baviera |                                  |                            |  |  |       |  |  |                                   |  |  |                           |  |
|                                |                             | Ludmilla di Boemia               | Federico di Boemia         |  |  |       |  |  |                                   |  |  |                           |  |
|                                |                             | Ludmilla di Boemia               | Federico di Boemia         |  |  |       |  |  |                                   |  |  |                           |  |
|                                |                             | Ludmilla di Boemia               | Elisabetta d'Ungheria      |  |  |       |  |  |                                   |  |  |                           |  |
| Elisabetta di Baviera          |                             | Ludmilla di Boemia               |                            |  |  |       |  |  |                                   |  |  |                           |  |
|                                |                             | Enrico V del Palatinato          | Enrico il Leone            |  |  |       |  |  |                                   |  |  |                           |  |
|                                |                             | Enrico V del Palatinato          | Enrico il Leone            |  |  |       |  |  |                                   |  |  |                           |  |
|                                |                             | Enrico V del Palatinato          | Matilde d'Inghilterra      |  |  |       |  |  |                                   |  |  |                           |  |
| Agnese del Palatinato          |                             | Enrico V del Palatinato          |                            |  |  |       |  |  |                                   |  |  |                           |  |
|                                |                             | Agnese di Svevia                 | Corrado Hohenstaufen       |  |  |       |  |  |                                   |  |  |                           |  |
|                                |                             | Agnese di Svevia                 | Corrado Hohenstaufen       |  |  |       |  |  |                                   |  |  |                           |  |
|                                |                             | Agnese di Svevia                 | Irmengarda di Henneberg    |  |  |       |  |  |                                   |  |  |                           |  |
|                                |                             | Agnese di Svevia                 |                            |  |  |       |  |  |                                   |  |  |                           |  |